# الغندجاني
الأسود الغندجاني (توفي نحو 430 ه‍ - نحو 1038 م)، الحسن بن أحمد بن محمد الأعرابي، أبو محمد الأسود الغندجاني، عالم بالأدب، نسابة.

## مؤلفاته
- أسماء خيل العرب وأنسابها وذكر فرسانها
- أسماء الأماكن
- فرحة الأديب
- الرد على النمري في شرح مشكل أبيات الحماسة
- نزهة الأديب في الرد على (التذكرة) لابي علي الفارسي
- ضالة الأديب